# 삼성역 (경산)
삼성역(Samseong station, 三省驛)은 경상북도 경산시 남천면 삼성리에 위치한 경부선의 철도역이다. 2004년에 여객 취급이 중지되었으며 현재 모든 여객열차가 정차하지 않는다.
이 역 근처에 한국철도기술연구원 경량전철시험선이 있다.

## 역사
- 1926년 10월 1일 : 영업 개시[1]
- 2004년 7월 15일 : 여객취급 중지
- 2004년 7월 16일 : 배치간이역으로 격하
- 2004년 8월 1일 : 승차권 발매 중지
- 2021년 8월 1일 : 무배치간이역으로 격하.